# La Maison de Maple Street
La Maison de Maple Street (titre original : The House on Maple Street) est une nouvelle de Stephen King publiée dans le recueil Rêves et Cauchemars en 1993.

## Résumé
Les quatre enfants Bradbury viennent de s'installer en Angleterre avec leur mère, dans la maison de Lewis Evans, leur tyrannique beau-père. Ils découvrent que des structures métalliques remplacent progressivement le plâtre et le bois dans les murs de la maison. Plus tard, Trent, l'aîné des quatre, trouve dans la cave une sorte de poste de pilotage avec un compte-à-rebours indiquant un décompte d'un peu plus de 72 heures. Devinant ce qui va se passer quand le compte-à-rebours atteindra zéro, Trent imagine un plan pour se débarrasser de ce beau-père de plus en plus menaçant.
Alors qu'il reste à peine une heure, les enfants Bradbury, censés être à l'école, éloignent leur mère de la maison en lui faisant croire que l'un d'eux a eu un accident. Trent appelle ensuite son beau-père pour l'attirer à la maison. Il l'enferme à clé dans son bureau, puis sort de la maison alors que celle-ci commence à trembler. Les quatre enfants assistent ensuite au décollage de la maison, qui disparaît rapidement dans le ciel.

## Genèse
Dans la postface de Rêves et Cauchemars, Stephen King affirme que l'inspiration pour écrire cette nouvelle lui est venue d'un dessin de Chris Van Allsburg, représentant une maison décollant comme une fusée, dans le livre pour enfants The Mysteries of Harris Burdick (1984). Le nom de famille des enfants est un clin d'œil à Ray Bradbury, alors que le titre de la nouvelle est un hommage à l'épisode The Monsters Are Due on Maple Street (1960), de la série télévisée La Quatrième Dimension.